# نبرد دیزباد علیا و سفلی
نبرد دو دیزباد یا نبرد دیزباد علیا و سفلی جنگی است که میان اهالی دو روستای دیزباد بالا و دیزباد پایین بر در سال ۹۲۰ هجری قمری بر سر اعتقادات مذهبی و دینی رخ داد.  که در آخر به پیروزی قوای بایزید خان کدخدا دیزباد پایین انجامید

## دلایل نبرد
اهالی روستای دیزباد علیا پیرو مذهب  شیعه اسماعیلی ‌هستند و اهالی روستا دیزباد سفلی پیرو مذهب  شیعه دوازده امامی هستند . اسماعیلی ها معتقد هستند که امام باید زنده و حاضر باشد و امام غایب بی معنا است . در صورتی که دوازده امامی ها معتقد هستند که امام زمان غایب است . به همین خاطر همیشه بین  اسماعیلی ها و دوازده امامی ها بر سر این موضوع دعوا و اختلاف بوده است . بین اهالی دو دیزباد هم از قبل این اختلاف بوده اما به جنگ و دعوا کشیده نشده بوده . تا زمانی که  صفویان که پیرو تشیع دوازده امامی  هستند به قدرت رسیدند . در دوران صفوی مخصوصا دوران شاه اسماعیل اوضاع برای تمام افرادی که شیعه دوازده امامی نبودند خیلی بد شد . با فتح خراسان بدست صفویان فردی به نام محمود سلطان به عنوان حاکم نیشابور گماشته شد . در این دوران دیزباد پایین که تنها روستای پیرو تشیع دوازده امامی در آن منطقه بود توانست دست برتر را در کل منطقه پیوه ژن بدست آورد. همین قضیه باعث شد که دعوای بین این دو روستا که قبلاً خصمانه اما بدون درگیری بود کم کم به سوی نبرد و جنگ پیش برود . 

## نبرد
در ابتدا قشون دیزباد بالا به دستور کد خدا دیزباد بالا یعنی آقا اسماعیل خان مومن شاهی به باغات و مزارع اهالی دیزیاد پایین حمله کردند و خسارت زدند . در نتیجه ابراهیم خان کد خدا دیزباد پایین تمام مردانی که توانایی مبارزه داشتند را گرد آورد و آماده پیکار شد . موقعیت دیزباد بالا در مکانی کوهستانی قرار دارد برای همین کماندار های دیزباد بالا در کوهستان ها آماده شده بودند. برای همین وقتی قوا دیزباد پایین رسید کماندار ها شروع به شلیک کردند و قوا دیزباد پایین در اول شکست مفتضحانه ای خورد و تلفات داد . در نتیجه بایزید خان به محمود سلطان پیغام فرستاد و طلب کمک کرد و محمود سلطان هم درخواست او را پذیرفت و ۱۰۰ نیرو برای او فرستاد . بعد پیوستن لشکر صفوی به قشون دیزباد پایین به سمت دیزباد بالا راه افتادند و طبیعتاً یک سپاه روستایی خودمختار در مقابل لشکر صفوی کاری نمی تواند کند برای همین قوای دیزباد بالا به راحتی شکست خورد و بیشتر سپاه ان کشته شدند و آن کسانی هم که زنده ماندند همراه کدخدا خود یعنی آقا اسماعیل مومن شاهی فرار کردند. وقتی که قشون دیزباد پایین و صفوی به دیزباد بالا رسید اعلام کردند که اگر آقا اسماعیل خان مومن شاهی خود را تا فردا تسلیم نکنند تمام اهالی روستا را خواهد کشت در نتیجه آقا اسماعیل مومن شاهی خود را تسلیم کرد و کشته شد . البته ابراهیم خان هم به قول خود وفا کرد و با مردم دیزباد بالا کاری نکرد . آقا اسماعیل خان مومن شاهی با احترام در قبرستان دیزباد بالا خاک شد .